# Römisches Militärlager Ingolstadt-Zuchering (Kastell I)
Das Römische Militärlager Ingolstadt-Zuchering (Kastell I), auch als Lager I bekannt, ist ein ehemaliger römischer Garnisonsplatz, der als früher Grenzposten während der Okkupationsphase der Donauregion angelegt wurde. Am Südufer der Donau gelegen, übernahm es dort auch Sicherungs- und Überwachungsaufgaben der Flussgrenze (Donaulimes). Das archäologisch gut erforschte Holz-Erde-Lager liegt heute unter einer landwirtschaftlich genutzten Fläche südöstlich von Seehof, einem zu Zuchering gehörenden Ortsteil im Stadtbezirk Ingolstadt Süd in Bayern.

## Lage
Die Kiesebene im Raum Zuchering war schon in vorgeschichtlicher Zeit besiedelt. Bedeutende Funde stammen aus einer in Zuchering-Ost ergrabenen Nekopole der Urnenfelderkultur und späten Bronzezeit. In Zuchering-Süd bestand eine Siedlung der Frühbronzezeit. Auch während der Grabungen an den hier entdeckten Römerlagern kamen Spuren einer frühen Besiedlung ans Licht.
Die nördlich sumpfiger Moose errichtete Anlage in Zuchering-Seehof wurde auf einem weitgehend ebenem Gelände wahrscheinlich fast zeitgleich mit den rund 350 Metern nordwestlich liegenden, kleinen Kastellen II und III nahe der Donau auf einer würmeiszeitlichen Niederterrasse errichtet. Es befindet sich heute rund 4 Kilometer südlich des Flusses. Während der Antike bildete die Donau in diesem Abschnitt weite Flussschleifen und prägte mit einer ausufernden Auenlandschaft die Grenzregion der römischen Provinz Rätien. Die rund 850 Meter nordwestlich vorbeifließende Sandrach nutzt heute stellenweise das Bett eines ehemaligen Donauarms, das sie sehr nahe an das rund 2,5 Kilometer östlich gelegene Auxiliarkastell Oberstimm heranführt. Der Verlauf der alten Flussschlinge am Kastell I zeichnet sich noch als Bewuchsbild in Luftbildern ab. Das militärisch länger besetzte Oberstimm, das möglicherweise etwas später entstanden ist als Kastell I, besaß spätestens ab 61 n. Chr. einen Stützpunkt der Donauflotte. Auch dies ist ein Hinweis auf die historische Nähe der Donau zu den Kastellen am Südufer. Überschwemmungsgefahr bestand während des 1. Jahrhunderts n. Chr. offensichtlich nicht, obwohl Kastell I mit seinem nördlichen Teil in die leichte Senke der Niederterrasse hineinzog. Erst in späterer Zeit erreichten die Donau beziehungsweise von ihr ausgehende Überschwemmungen über längere Zeit die ehemalige Garnison und trugen den Nordteil des Bodendenkmals ab.

## Forschungsgeschichte
Insbesondere die Donausüdstraße wurde schon früh für die Forschung interessant. So erwarb der Historische Verein Ingolstadt 1890 zwei bronzene Haarnadeln und zwei bronzene Spiralarmspangen, die aus einer Sandgrube an der Römerstraße „zwischen dem Weiler Seehof und dem Dorfe Zuchering“ stammten. Diese Funde gehörten allerdings der Bronzezeit an. Römerzeitliche Funde aus dem Umfeld der Donausüdstraße in Zuchering wurden jedoch bereits in der Vergangenheit bekannt. So kam 1970 eine Münze des zwischen 180 und 192 regierenden Kaisers Commodus zu Tage, die in den Jahren 187/188 in Rom geprägt worden war.
Während einer Befliegung der Region rund sechs Kilometer südlich der Ingolstädter Altstadt entdeckte der Luftbildarchäologe Otto Braasch zwischen 1978 und 1982 südöstlich von Zuchering-Seehof drei römische Militärlager sowie einen angrenzenden Abschnitt der Donausüdstraße. Die lediglich temporär genutzten Kastelle II und III lagen unmittelbar nebeneinander und waren während ihrer Entdeckung bereits zur Hälfte durch den anhaltenden Kiesabbau in der Endmoränenlandschaft zerstört worden. Mithilfe von Feldbegehungen, die seit den 1980er Jahren unternommen wurden, verschafften sich die Wissenschaftler ein erstes Bild und konnten die zeitliche Dauer der Anlage erschließen. Gleichzeitig wurde das Aussehen des Grabenwerks durch Luftaufnahmen in den Jahren 1980 bis 1984 zu großen Teilen bekannt. Insbesondere im Sommer 1992 traten diese Gräben auch vom Boden aus als positive Bewuchsmerkmale hervor und ließen eine Einmessung des Kastells zu. Etliche Unklarheiten konnte jedoch nur eine Ausgrabung beseitigen.
Aufgrund von Baumaßnahmen, die zur Verlegung der Bundesstraße 16 und der parallel entlangführenden Bahntrasse führten, sollte die Südecke des Kastells zerstört werden. Dies führte ab dem 25. Juni 1992 sowie 1993 zu Grabungen, die von der Römisch-Germanischen Kommission und dem Landesamt für Denkmalpflege getragen wurden und unter der Leitung des Archäologen Claus-Michael Hüssen standen.

## Baugeschichte
Das rätische Donautal wurde offensichtlich schon vor der Zeit um 40 n. Chr. von Augsburg aus durch römische Truppen kontrolliert. Möglicherweise entstanden die beiden provisorischen, kurzlebigen nordwestlichen Kastelle II und III, die dieser Zeitstellung angehören, bereits etwas früher als Kastell I. Sie könnten entweder aus der ersten Erkundungsphase der Donauregion stammen oder als Baulager für die Donausüdstraße bestanden haben, deren Entstehung wahrscheinlich noch in die Regierungszeit des Kaisers Tiberius (14–37) fällt. Ein älterer Abschnitt der Donausüdstraße ließ sich vor dem Südtor des Kastells II beobachten. Die in diesem Bereich 19 Meter breite Trasse verlief somit zunächst also nördlich von Kastell I. Später verlegten römische Ingenieure die auf einem während der Ausgrabung bereits verschwundenen Damm laufende Straße etwas nach Süden, unmittelbar vor das südliche Grabenwerk von Lager I. Möglicherweise wollte man so den beginnenden Überschwemmungen in der am Kastell I ansetzenden Niederung entgegenwirken. Neben kleineren, stärker befestigten Holz-Erde-Lagern wie in Zuchering-Seehof sowie einigen Stationen an exponierten Plätzen benötigte die römische Heeresleitung während der tiberischen Zeit an diesem Donauabschnitt offensichtlich keine stärkeren Truppenkontingente. Das Rätien der Okkupationszeit, in das die römischen Truppen vorstießen, wurde in der Vergangenheit vielfach als eine „kaum besiedelte“ Region beschrieben. Dieser Eindruck wird durch die bisher bekannte geringe Zahl an frühen Garnisonsplätzen verstärkt. Mit Einrichtung des Standorts Oberstimm war die erste Phase der militärischen Sicherung dieses Donauabschnitts abgeschlossen.
Die rechteckige Anlage von Kastell I besaß abgerundete Ecken und war mit ihren torbestückten Flanken nordwestlich orientiert. Die Lagerinnenfläche konnte in ihrer Ost-West-Ausdehnung mit 92 Metern eingemessen werden, die Nord-Süd-Länge war bis in den Bereich der Abschwemmung noch mit rund 80 Metern erhalten. Die ehemalige Fläche kann somit nur geschätzt werden, könnte aber – einen quadratischen Grundriss vorausgesetzt – mindestens einen Hektar betragen haben. Aufgrund der nur schätzbaren Dimensionen ist es nicht möglich festzustellen, ob Kastell I in Zuchering-Seehof zu den Kohortenkastellen gerechnet werden kann oder als Kleinkastell lediglich einen Numerus aufnahm.
Der Verlauf des die Garnison umgebenden Grabenwerks war im nördlichen, verschliffenen Bereich bis 1993 auch durch Bohrungen nicht zu klären. Es wurde jedoch deutlich, dass die im südlichen und südwestlichen Bereich festgestellte doppelte Grabenführung nördlich der beiden sich an der Nordwest- und Südostflanke gegenüberliegenden Torzufahrten keine Entsprechung hatte. Dort setzte sich das Grabenwerk lediglich als einfacher Spitzgraben fort. Vor den beiden Toren setzte der Graben aus. Die Möglichkeit der Existenz einer dritten Zufahrt zum Kastell, die Hüssen überlegte, ließ sich an der zerstörten Nordostflanke nicht nachweisen. Ebenso konnte an der Südwestseite kein Anzeichen für ein weiteres Tor wahrgenommen werden.
Der äußere Spitzgraben war während der Ausgrabung noch 1,70 bis 1,90 Meter tief und rund 3,90 Meter breit. Es fanden sich an seiner Innenseite deutliche Spuren eines parallel geführten, älteren Grabens, der sehr steilwandig angelegt war und ein tiefes Reinigungsgräbchen besaß. Wie die Ausgrabung zeigte, war die kiesige Beschaffenheit des Untergrunds am Kastell so instabil, dass sich selbst nach kurzen Regenschauern viel abgeschwemmtes Material auf der Grabensohle sammelte. Offensichtlich hatte der erste, sehr steile Graben dieser geologischen Gegebenheit keine Rechnung getragen. Daher wurden die Seitenwände des nachfolgenden Grabens flacher angelegt.
Der innere Graben verläuft in einem Abstand von rund 2,20 bis 2,80 Metern parallel zum äußeren Graben, war noch 1,60 bis 1,80 Meter tief und 4,40 bis 5 Meter breit. Die Grabensohle selbst lag teilweise tiefer als beim äußeren Graben. Auch hier bewirkte das kiesige Terrain eine rasche, natürliche Verfüllung. Das zweite Grabendrittel setzte die Erosion nach Aufgabe des Kastells im Laufe der mittleren Kaiserzeit Schritt für Schritt zu. In diesem Stratum stießen die Ausgräber jeweils an der Innenseite des inneren Grabens auf eine Lage mit rot verbranntem Lehm, der mit Holzkohle durchsetzt war. Höchstwahrscheinlich waren dies die Reste der einstigen Rasensodenmauer und einer aus Holz errichteten Brustwehr, die während eines Brandes in den Graben gestürzt war. Damals waren die Gräben bereits lediglich noch als muldenförmige Vertiefungen sichtbar.
Erst mit der einsetzenden neuzeitlichen landwirtschaftlichen Nutzung des Geländes wurde das bis dahin noch als „Schanze“ erkennbare Kastell eingeebnet. Das verbrannte Material aus dem Erdwall der Umwehrung fand sich daher auch noch in den obersten Schichten der bis dahin ebenfalls noch als flache Mulden erkennbaren Gräben.
Da die Grabung von 1992/1993 das Lagerinnere nicht berührte, entzieht sich dessen Gestaltung einer genaueren Kenntnis. Luftaufnahmen lassen jedoch einige Befunde wie Pfostengruben erkennen. Andere Spuren, wie ein Brunnen und ein annähernd quadratisches Steinfundament mit Apsis, gehörten aber sicher nicht zum Kastell und sind einer jüngeren Besiedlung an der Donausüdstraße zuzurechnen. Es ist anzunehmen, dass die Soldaten von Kastell I in leichtgebauten hölzernen Baracken wohnten.
Die Bauausführung der Umwehrung deutet darauf hin, dass in Zuchering-Seehof ein halbpermanentes Kastell bestand, das für eine größere Einheit ausgelegt war. Nach Hüssen ist Kastell I dem Augenschein nach mit dem wahrscheinlich gleichzeitigen Lager bei Pfaffenhofen an der Zusam vergleichbar.

## Fundgut
Das während der Grabungen 1992/1993 geborgene Fundgut stammte überwiegend aus den sich langsam verfüllenden Gräben, wobei dort die Funde des 1. Jahrhunderts n. Chr. überwiegend in den mittleren Schichten zu Tage traten. Die älteren kiesigen Einschwemmschichten direkt über der Grabensohle bargen demgegenüber keinerlei Hinterlassenschaften. Während der Nutzungsdauer eines Kastells wurden dessen Gräben immer wieder gesäubert. Die Problematik am Kastell I lag darin, dass es hier zu Überlagerungen mit späteren römerzeitlichen Bauarbeiten kam. Zum einen fanden immer wieder Instandhaltungsmaßnahmen an der wenige Meter südlich vorbeiführenden Donausüdstraße statt, durch die erneut Fundgut in die nach Aufgabe des Kastells sich verfüllenden Gräben gelangte, zum anderen entstand während der Spätantike unmittelbar westlich ein Burgus des Donau-Iller-Rhein-Limes, von dem sich ebenfalls Funde in der oberen Schicht der Gräben fanden. Diese Umstände machten eine klare Trennung der Funde und ihrer Zugehörigkeit teilweise schwierig. So fanden sich Bruchstücke ein und derselben spätsüdgallischen Terra-Sigillata-Bilderschüssel Drag. 37 sowohl im Kastellgraben als auch in einer nahegelegenen Materialgrube, die der Straßenerhaltung diente. Von den insgesamt 38 Münzen, die 1992/1993 geborgen wurden, lagen 35 Folles in der oberen Planierschicht. Ihr Spektrum reichte nach einer Untersuchung durch den Numismatiker David Wigg-Wolf von den Jahren 284/299 bis 354/358. Zu den wenigen Keramikscherben aus den Kastellgräben kamen unter anderem noch sechs variantenreiche, fast vollständig erhaltene Fibeln hinzu. Das Fundgut ist typisch für die spättiberisch-claudischen Kastelle an der rätischen Donaulinie. Eine Augenfibel sowie vier geborgene bronzene Aucissafibeln könnten darauf hindeuten, dass dieses Kastell etwas älter ist als das benachbarte Kastell Oberstimm. Dort fehlen Aucissafibeln gänzlich. Da die Gräben von Kastell I jedoch keine kastellzeitliche Terra Sigillata hergaben, blieben weitere Indizien für die frühe zeitliche Zuordnung aus.
Neben den drei 1992/1993 geborgenen Münzen, die nicht in die Spätantike datierten, gibt es auch Sammlerfunde, die das Bild komplettieren:
| Menge | Münzwert | Bemerkung                                                                            | Zeitstellung    | Prägeort     |
| ----- | -------- | ------------------------------------------------------------------------------------ | --------------- | ------------ |
| 3     | As       | Tiberius für Divus Augustus – (1 × aus dem äußeren Kastellgraben, Grabung 1992/1993) | 22–30 n. Chr.   | Rom          |
| 1     | As       | Vespasian/Titus – aus dem inneren Kastellgraben, Grabung 1992/1993                   | 69–81 n. Chr.   | Rom/Lugdunum |
| 1     | As       | Trajan – aus dem äußeren Kastellgraben, Grabung 1992/1993                            | 98–102 n. Chr.  | Rom          |
| 1     | Denar    | Trajan                                                                               | 103–111 n. Chr. | Rom          |

Als wichtiger Militaria-Fund kam das Scharnier- oder Schnallenteil eines Schienenpanzers aus dünnem Bronzeblech aus dem Boden. Es fand sich im äußeren Graben.

## Fundverbleib
Die Funde aus den Grabungen von 1992/1993 sowie die 1970 gefundene Münze befinden sich heute im Stadtmuseum Ingolstadt.

## Denkmalschutz
Das Kastellareal und die weiteren erwähnten Anlagen sind als eingetragene Bodendenkmale im Sinne des Bayerischen Denkmalschutzgesetzes (BayDSchG) geschützt. Nachforschungen und gezieltes Sammeln von Funden sind erlaubnispflichtig, Zufallsfunde sind den Denkmalbehörden anzuzeigen.